# Cementiri de Terrassa
El Cementiri de Terrassa és situat a la carretera N-150, a l'entrada de la ciutat, entre Torre-sana i Torrebonica. Monument protegit com a bé cultural d'interès local, també es coneix com a Cementiri Nou en contraposició a l'antic cementiri, actualment desmantellat, que va donar nom al barri del Cementiri Vell. Fora del recinte hi ha els nous edificis del tanatori i el crematori.

## Descripció

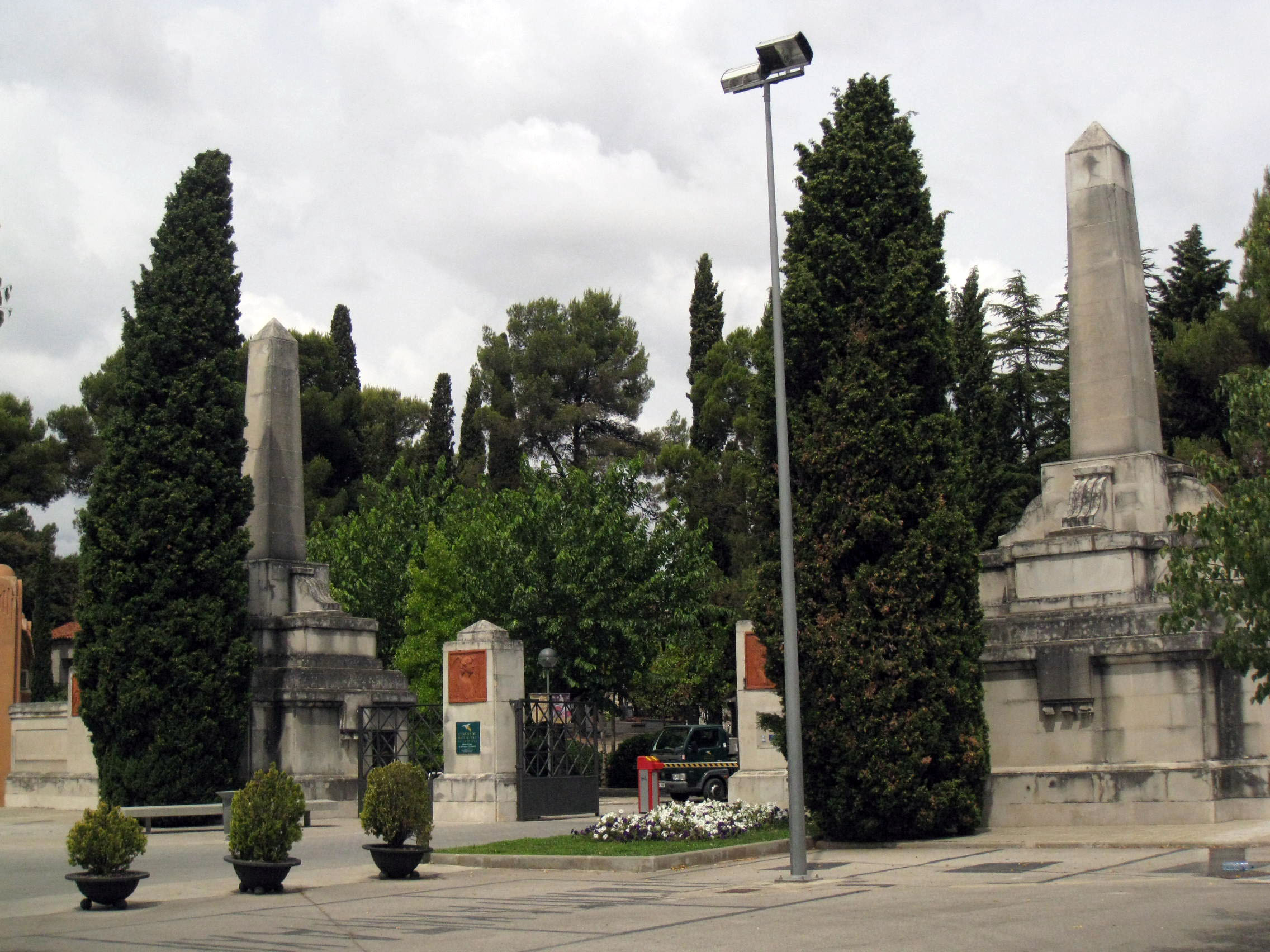
Entrada al recinte

Recinte de planta irregular, amb accés per una petita entrada monumental formada per dos cossos de base esglaonada i un obelisc superior. L'eix de simetria, desenvolupat entre aquest punt i la capella de l'altre extrem, ordena l'espai destinat a tombes familiars. La capella, inspirada en l'estil Sezession, és de planta quadrangular amb cúpula sobre cimbori; està decorada amb mosaics de Santiago Padrós. Hi ha alguns enterraments d'interès. Cal esmentar el panteó de la família Alegre de Sagrera, d'inspiració clàssica.
Va ser dissenyat des dels seus inicis com un espai enjardinat, amb les sepultures distribuïdes de manera que quedessin grans zones de jardí. Al llarg dels anys s'ha preservat aquest disseny i s'hi conserven les zones verdes i de bosc.
A part de molts tipus diferents de sepultures (nínxols, panteons, hipogeus, tombes, etc.), cal destacar-ne una nova opció funerària anomenada el Jardí del Repòs, un espai verd on espargir les cendres situat vora un rierol. El recinte també disposa de diferents tipus de sepultures exclusives per a cendres, com els columbaris, els nínxols columbari, els columbaris piramidals i el cinerari comú.

## Història

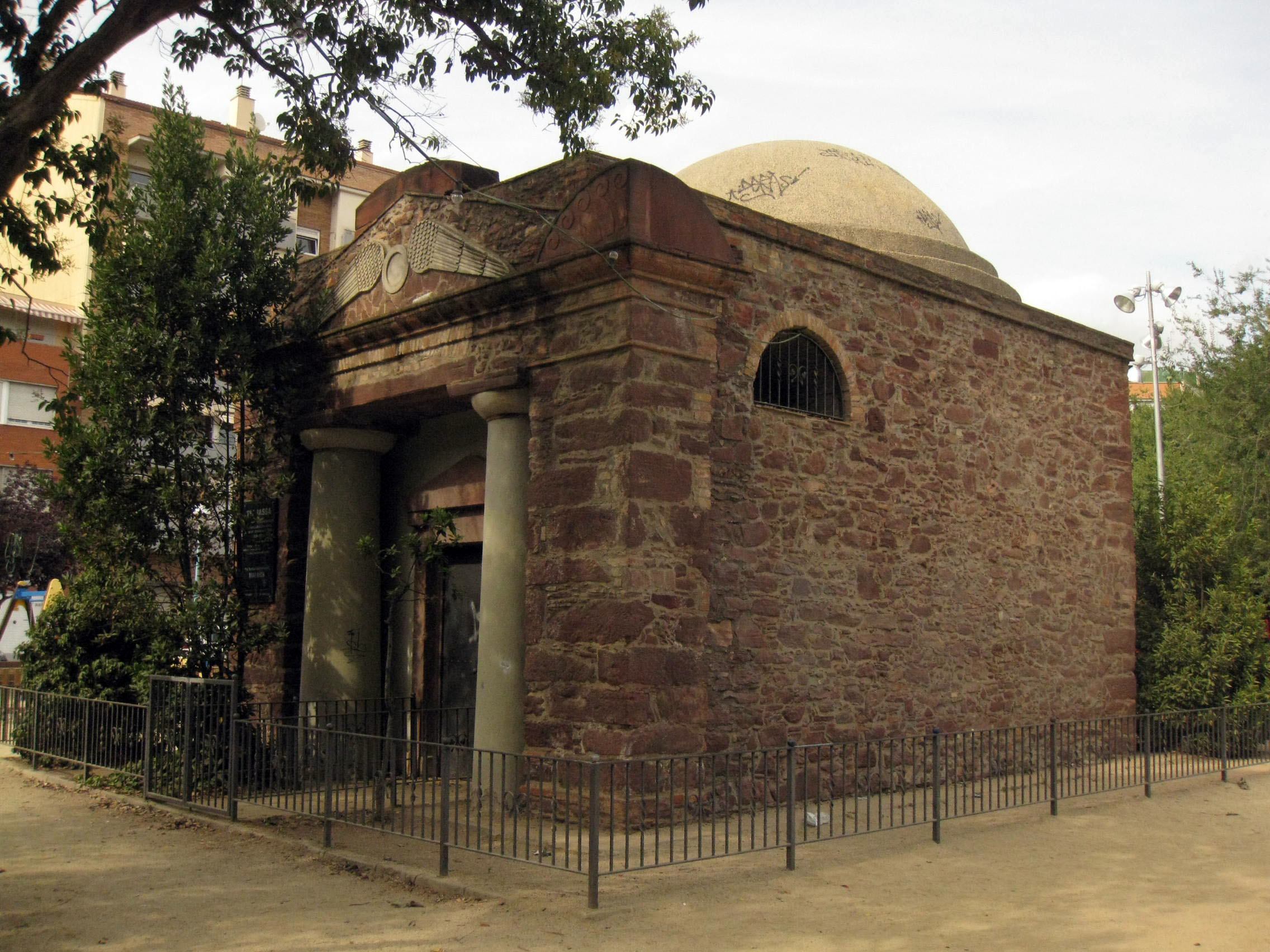
Capella del Cementiri Vell, l'únic vestigi conservat de l'antic recinte, juntament amb un monument funerari

L'anomenat Cementiri Vell, situat vora el torrent de Vallparadís, era originàriament un cementiri militar de l'època de la Guerra del Francès que el 1809 es va utilitzar com a cementiri civil, coincidint amb l'epidèmia de tifus dels anys 1808-10, que va provocar una gran mortaldat. El 1834 es decideix construir un cementiri municipal just als mateixos terrenys: el 1835 ja s'hi fa el primer enterrament i el 1841 s'hi construeix el primer panteó, el de la família Maurí.
Aquest cementiri va quedar saturat i el 1926 es va projectar fer-ne un de nou als terrenys de Can Torrella del Mas, raó per la qual quan algú es mor a Terrassa es diu que se n'ha anat a Can Torrella. El Cementiri Nou, l'utilitzat actualment, fou projectat per l'arquitecte Melcior Viñals i Muñoz i es va inaugurar l'1 de novembre de 1932. A més d'aquest arquitecte, sembla que hi van participar també Joan Baca i Reixach i Joan Baca i Pericot. Cal esmentar la intervenció de diversos escultors com ara Clarà, Monjo, Viladomat o Llimona, entre d'altres.

## Persones conegudes enterrades
- Iscle Soler i Samsot (Barcelona, 1843 - Terrassa, 1914), actor català.
- Josep Soler i Palet (Terrassa, 1859 - Barcelona, 1921), historiador, advocat, polític i mecenes cultural.
- Josep Tobella i Galceran (Olesa de Montserrat, 1897 - Ullastrell, 1936), farmacèutic, polític i artista, director artístic de la Passió d'Olesa de Montserrat durant la dècada de 1930.
- Joan de Batlle i Ribas (Sant Feliu de Llobregat, 1883 - Castellbisbal, 1936), advocat i polític.
- Benet Margarit i Font (Olesa de Montserrat, 1878 - Ullastrell, 1936), industrial i polític català.
- Antoni Barata i Rocafort (Terrassa, 1890 - 1936), industrial, propietari agrícola del sector del vi i expresident local de la CEDA.
- Melcior Vinyals i Muñoz (Barcelona, 1878-1938), arquitecte modernista.
- Alfons Sala i Argemí, 1r comte d'Ègara, (Terrassa, 1863 - Barcelona, 1945), enginyer industrial, advocat i polític, president de la Mancomunitat de Catalunya.
- Manuel Gorgé Samper (Alacant, 1889 - Barcelona, 1958), cantant de sarsuela i actor.
- Agustí Bartra i Lleonart (Barcelona, 1908 - Terrassa, 1982), poeta, prosista i professor.
- Anna Murià i Romaní (Barcelona, 1904 - Terrassa, 2002), escriptora, traductora i periodista.[3]
- Maria Dolors Duocastella i Roig (Manresa, 1925 - Terrassa, 2014), dinamitzadora cultural[3]
- Joana Biarnés i Florensa (Terrassa, 1935 – 2018), fotògrafa.

## Llista de monuments protegits dins el recinte del cementiri
| Monument                                     | Protecció | Estil/època                                 | Localització                                                                           | Coordenades                                          | Codi?     | Imatge |
| -------------------------------------------- | --------- | ------------------------------------------- | -------------------------------------------------------------------------------------- | ---------------------------------------------------- | --------- | --- |
| Tomba mitjana Família Julià Fontanillas      |           | Monumentalisme academicista Mitjan segle XX | Terrassa Cementiri municipal, zona A, plaça D, núm. 23                                 | 41° 33′ 32″ N, 2° 02′ 30″ E / 41.558981°N,2.041663°E | IPA-28179 | Tomba mitjana Família Julià Fontanillas (Terrassa) · Vegeu més fotos d'aquest monument · Carregueu una nova foto d'aquest monument      |
| Tomba mitjana Carme Fornells                 |           | Monumentalisme academicista Mitjan segle XX | Terrassa Cementiri municipal, zona A, plaça D, núm. 23                                 | 41° 33′ 32″ N, 2° 02′ 32″ E / 41.558931°N,2.042084°E | IPA-28180 | Tomba mitjana Carme Fornells (Terrassa) · Vegeu més fotos d'aquest monument · Carregueu una nova foto d'aquest monument                 |
| Tomba major Antoni Blasi                     |           | Monumentalisme academicista Mitjan segle XX | Terrassa Cementiri municipal, zona A, plaça D, núm. 25                                 | 41° 33′ 33″ N, 2° 02′ 32″ E / 41.55909°N,2.042124°E  | IPA-28181 | Tomba major Antoni Blasi (Terrassa) · Vegeu més fotos d'aquest monument · Carregueu una nova foto d'aquest monument                     |
| Tomba major Família Lluch                    |           | Monumentalisme academicista                 | Terrassa Cementiri municipal, zona A, plaça D, núm. 23                                 | 41° 33′ 33″ N, 2° 02′ 31″ E / 41.559164°N,2.042078°E | IPA-28182 | Tomba major Família Lluch (Terrassa) · Carregueu una nova foto d'aquest monument                                                        |
| Tomba major Família Jover                    |           | Monumentalisme academicista Mitjan segle XX | Terrassa Cementiri municipal, zona A, plaça D, núm. 22                                 | 41° 33′ 32″ N, 2° 02′ 30″ E / 41.558957°N,2.041644°E | IPA-28183 | Tomba major Família Jover (Terrassa) · Vegeu més fotos d'aquest monument · Carregueu una nova foto d'aquest monument                    |
| Tomba major Família Rossell                  |           | Monumentalisme academicista Mitjan segle XX | Terrassa Cementiri municipal, zona A, plaça D, núm. 11                                 | 41° 33′ 32″ N, 2° 02′ 30″ E / 41.558907°N,2.041676°E | IPA-28184 | Tomba major Família Rossell (Terrassa) · Vegeu més fotos d'aquest monument · Carregueu una nova foto d'aquest monument                  |
| Tomba major Josep Amat                       |           | Monumentalisme academicista Mitjan segle XX | Terrassa Cementiri municipal, zona A, avinguda I, núm. 7                               | 41° 33′ 30″ N, 2° 02′ 31″ E / 41.558472°N,2.042025°E | IPA-28185 | Tomba major Josep Amat (Terrassa) · Carregueu una nova foto d'aquest monument                                                           |
| Tomba major Pere Amat                        |           | Monumentalisme academicista Mitjan segle XX | Terrassa Cementiri municipal, zona A, avinguda I, núm. 8                               | 41° 33′ 31″ N, 2° 02′ 31″ E / 41.558518°N,2.041993°E | IPA-28186 | Tomba major Pere Amat (Terrassa) · Carregueu una nova foto d'aquest monument                                                            |
| Tomba major Joaquim Amat                     |           | Monumentalisme academicista Mitjan segle XX | Terrassa Cementiri municipal, zona A, av. I, núm. 9                                    | 41° 33′ 31″ N, 2° 02′ 31″ E / 41.55856°N,2.041955°E  | IPA-28187 | Tomba major Joaquim Amat (Terrassa) · Carregueu una nova foto d'aquest monument                                                         |
| Tomba major Família Ramon Blasi              |           | Monumentalisme academicista Mitjan segle XX | Terrassa Cementiri municipal, zona A, av. I, núm. 22-23                                | 41° 33′ 31″ N, 2° 02′ 31″ E / 41.558644°N,2.041888°E | IPA-28188 | Tomba major Família Ramon Blasi (Terrassa) · Carregueu una nova foto d'aquest monument                                                  |
| Tomba mitjana Família Vives Moya             |           | Academicisme Mitjan segle XX                | Terrassa Cementiri municipal, zona A, av. V, núm. 76                                   | 41° 33′ 31″ N, 2° 02′ 33″ E / 41.558656°N,2.042422°E | IPA-28189 | Tomba mitjana Família Vives Moya (Terrassa) · Vegeu més fotos d'aquest monument · Carregueu una nova foto d'aquest monument             |
| Tomba major Josep i Joan Altisén Martí       |           | Monumentalisme academicista Mitjan segle XX | Terrassa Cementiri municipal, zona A, av. I, núm 59                                    | 41° 33′ 31″ N, 2° 02′ 32″ E / 41.558554°N,2.042186°E | IPA-28190 | Tomba major Josep i Joan Altisén Martí (Terrassa) · Carregueu una nova foto d'aquest monument                                           |
| Panteó semisoterrani Família Salvans Piera   |           | Monumentalisme academicista Mitjan segle XX | Terrassa Cementiri municipal, zona Bosc, núm 10                                        | 41° 33′ 26″ N, 2° 02′ 28″ E / 41.557251°N,2.041166°E | IPA-28191 | Panteó semisoterrani Família Salvans Piera (Terrassa) · Vegeu més fotos d'aquest monument · Carregueu una nova foto d'aquest monument   |
| Panteó capella Família Julià Sellarès        |           | Historicisme Mitjan segle XX                | Terrassa Cementiri municipal, zona A, plaça D, núm. 10                                 | 41° 33′ 32″ N, 2° 02′ 30″ E / 41.558843°N,2.041681°E | IPA-28192 | Panteó capella Família Julià Sellarès (Terrassa) · Vegeu més fotos d'aquest monument · Carregueu una nova foto d'aquest monument        |
| Panteó de Francesc Alegre i Mercè de Sagrera |           | Historicisme Inici del segle XX             | Terrassa Cementiri municipal, zona Bosc, núm. 25                                       | 41° 33′ 28″ N, 2° 02′ 31″ E / 41.557819°N,2.042025°E | IPA-28193 | Panteó de Francesc Alegre i Mercè de Sagrera (Terrassa) · Vegeu més fotos d'aquest monument · Carregueu una nova foto d'aquest monument |
| Panteó capella Família Badrinas              |           | Darreres tendències Mitjan segle XX         | Terrassa Cementiri municipal, zona A, plaça D, núm. 27                                 | 41° 33′ 32″ N, 2° 02′ 32″ E / 41.558893°N,2.042137°E | IPA-28194 | Panteó capella Família Badrinas (Terrassa) · Vegeu més fotos d'aquest monument · Carregueu una nova foto d'aquest monument              |
| Panteó capella Família Roig                  |           | Historicisme Mitjan segle XX                | Terrassa Cementiri municipal, zona A, plaça D, núm. 12                                 | 41° 33′ 32″ N, 2° 02′ 29″ E / 41.558904°N,2.041415°E | IPA-28195 | Panteó capella Família Roig (Terrassa) · Vegeu més fotos d'aquest monument · Carregueu una nova foto d'aquest monument                  |
| Monument als Caiguts                         | BCIL S-45 | Monumentalisme academicista Mitjan segle XX | Terrassa Pl. del Dr. Robert (enderrocat). Algunes escultures traslladades al cementiri | 41° 33′ 33″ N, 2° 02′ 38″ E / 41.559194°N,2.043838°E | IPA-28126 | Monument als Caiguts (Terrassa) · Vegeu més fotos d'aquest monument · Carregueu una nova foto d'aquest monument                         |